# Ammotrechelis goetschi
Ammotrechelis goetschi är en spindeldjursart som beskrevs av Roewer 1934. Ammotrechelis goetschi ingår i släktet Ammotrechelis och familjen Daesiidae. Inga underarter finns listade i Catalogue of Life.